# Râul Steaua Mică
Râul Steaua Mică este un curs de apă, primul afluent de stânga (din cei 11 de stânga) al râului Râului Mic (Cugir), care la rândul său este un afluent de stânga al râului Cugir și unul din cele două cursuri de apă majore care îl formează. 

## Generalități
Râul Steaua Mică nu are afluenți semnificativi și nu trece prin nicio localitate.

## Confluența formării
De fapt, Râul Cugir se formează la confluența dintre Râul Mic (Cugir) și Râul Mare (Cugir). 